# Liste der Stolpersteine in Stadtlauringen

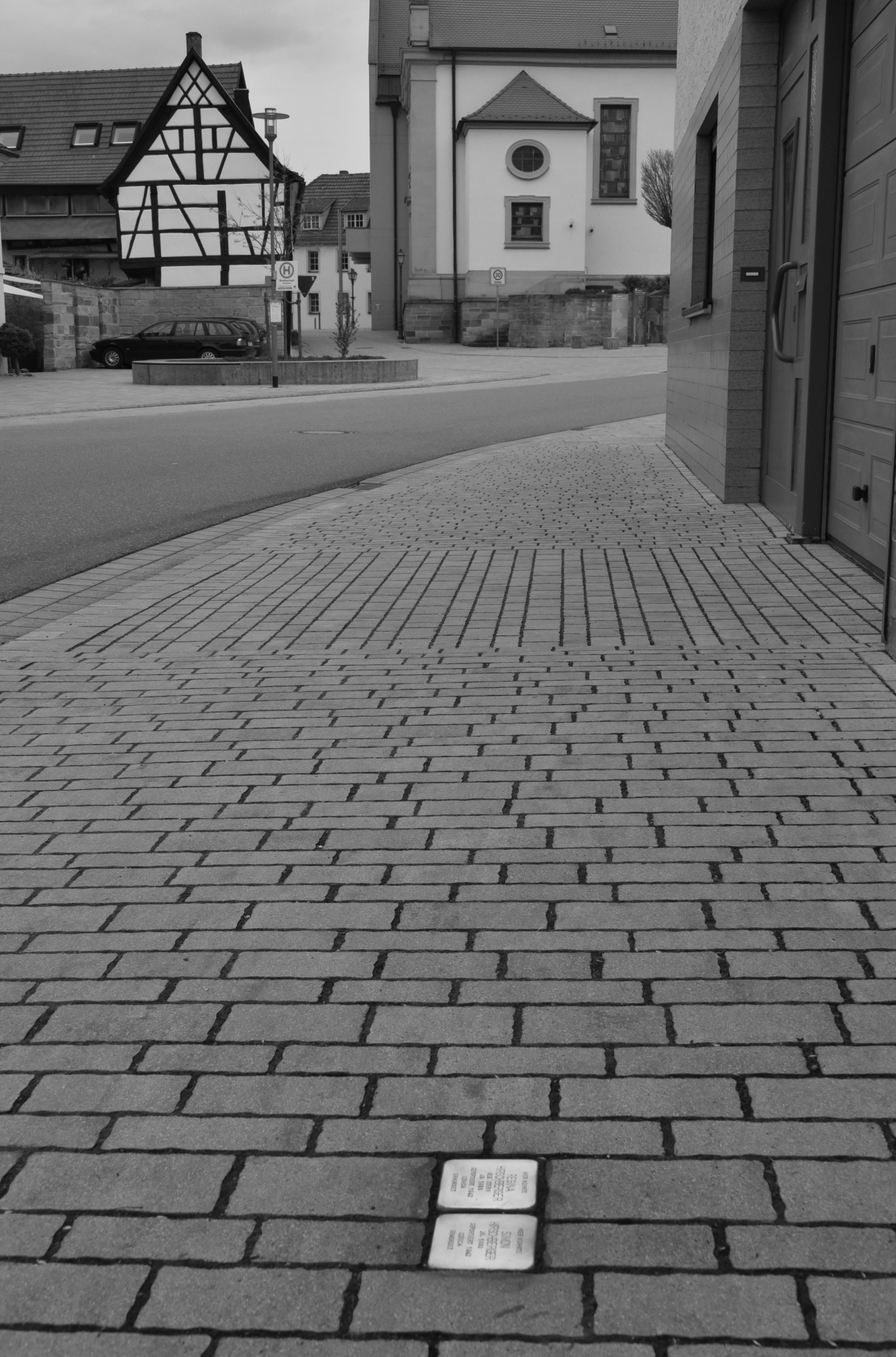
Stolpersteine für das Ehepaar Hirschberger

Diese Liste der Stolpersteine in Stadtlauringen enthält die Stolpersteine, die im Rahmen des gleichnamigen Kunstprojekts von Gunter Demnig in dem unterfränkischen Markt Stadtlauringen verlegt wurden. Auf jedem der Betonquader mit zehn Zentimeter Kantenlänge, die in den Bürgersteigen vor den ehemaligen Wohnhäusern der Opfer eingelassen sind, ist auf der Oberseite eine Messingtafel verankert. Diese gibt Auskunft über Namen, Geburtsjahr und Schicksal der Personen, derer gedacht werden soll.

## Historischer Hintergrund
Oberlauringen, heute ein Gemeindeteil des Marktes Stadtlauringen, gehörte zu jenen unterfränkischen Gemeinden, die auf eine lange jüdische Tradition zurückblicken konnten. Im 18. Jahrhundert brachte der Stadtherr Carl August Truchsess von Wetzhausen viel Geld und auch mehr als zwanzig jüdische Händler in den Markflecken. Er ließ für sie einen Gemeindebezirk errichten, mit den vorgeschriebenen  kultischen Einrichtungen, Schule, Lehrerhaus, rituelles Bad. Später folgte der Bau einer Synagoge und die Errichtung eines Friedhofs, der heute noch besteht. Zu Beginn des 19. Jahrhunderts betrug der jüdischen Bevölkerungsanteil rund zwanzig Prozent. Vazierende Händler besuchten die umliegenden Gemeinden bis nach Thüringen hinauf und die jüdischen Viehhändler nahmen eine bedeutende Stellung ein. 13 Bewohner von Oberlauringen wurden im Zuge der Shoah ermordet, weiters aus Stadtlauringen das Ehepaar Hirschberger. In Oberlauringen sind nach Aussage der Initiatoren der Stolpersteinverlegung in Stadtlauringen keine Aktionen geplant (Stand 2021).

## Verlegte Stolpersteine
In Stadtlauringen wurden zwei Stolpersteine an einer Anschrift verlegt.
| Stolperstein | Inschrift                                                                           | Verlegeort         | Name, Leben |
| ------------ | ----------------------------------------------------------------------------------- | ------------------ | --- |
|              | HIER WOHNTE REGINA HIRSCHBERGER GEB. STERN JG. 1886 DEPORTIERT 1942 IZBICA ERMORDET | Kirchtorstraße 7 · | Regina Hirschberger geb. Stern, geboren 1886, stammte aus Königsheim in der Nähe von Tauberbischofsheim. Sie heiratete den Stoffhändler Simon Hirschberger aus Stadtlauringen und zog zu ihm. Das Paar bekam drei Töchter, zunächst Ilse Babette, dann 1921 Fränzi und 1930 Lore Klara. Während der Novemberpogrome 1938 war der Ehemann fünf Wochen lang im KZ Dachau interniert. Danach brachten die Eheleute ihre Töchter in Sicherheit. Die älteste, die zuvor in Schweinfurt das Lyzeum und dann die jüdische Mädchenschule besucht hatte, konnte in die Vereinigten Staaten flüchten. Fränzi emigrierte 1938 nach Palästina und die achtjährige Lore kam Anfang 1939 mit einem Kindertransport nach Schweden. Gemeinsam mit ihrer Gastfamilie emigrierte sie 1940 nach Amerika. Am 22. April 1942 wurden Regina und Simon Hirschberger verhaftet, mit anderen Juden aus der Gegend in einem Omnibus nach Würzburg gebracht und schließlich drei Tage später mit dem Sonderzug „Da 49“ ab Würzburg-Aumühle abtransportiert, darunter 13 aus Oberlauringen und 169 aus Stadt und Landkreis Schweinfurt. In Bamberg wurden weitere Juden in den Zug gepfercht. Insgesamt tausend Menschen wurden, nach einer Zwischenstation in Bamberg, nach Krasnystaw deportiert. Die wenigen Arbeitsfähigen wurden in Schwerstarbeit geschunden und die letztlich völlig entkräfteten Menschen wurden am 6. Juni 1942 in den Gaskammern von Sobibor ermordet. Der genaue Todestag und -ort der Eheleute ist nicht dokumentiert. |
|              | HIER WOHNTE SIMON HIRSCHBERGER JG. 1880 DEPORTIERT 1942 IZBICA ERMORDET             | Kirchtorstraße 7 · | Simon Hirschberger, geboren am 6. Februar 1880, war der älteste Sohn von Hermann Hirschberger und Claire geb. Lonnerstädter. Er hatte zwei Brüder, Siegmund und Berthold. Er wurde Stoffhändler und betrieb in der heutigen Kirchtorstraße, übernommen von den Eltern, ein Geschäft für Stoffe und Nähbedarf, ein Kurzwarengeschäft. Im benachbarten Oberlauringen, wo sich seit 1776 Vorfahren nachweisen lassen, besaß die Familie ein Sabbathaus. Er heiratete Regina geb. Stern. Das Paar bekam drei Töchter, zunächst Ilse Babette, dann 1921 Fränzi und 1930 Lore Klara. Simon Hirschberger während der Novemberpogrome 1938 verhaftet, am 24. November 1938 in das KZ Dachau verschleppt und blieb fast fünf Wochen interniert. Haus und Geschäft waren verschont geblieben, doch an eine Fortführung der Geschäfte war nicht zu denken. Simon Hirschberger und seine Frau brachten zuerst die Töchter in Sicherheit. Wie die älteste, die zuvor in Schweinfurt das Lyzeum und dann die jüdische Mädchenschule besucht hatte, in die Vereinigten Staaten gelangte, ist nicht bekannt. Fränzi flüchtete 1938 zu einer jüdischen Familie nach Palästina und die erst 8-jährige Lore kam Anfang 1939 mit einem Kindertransport nach Schweden und wurde von einer Gastfamilie aufgenommen. Gemeinsam mit dieser emigrierte sie 1940 ebenfalls nach Amerika. Am 22. April 1942 wurden Simon und Regina Hirschberger verhaftet, mit anderen Juden aus der Gegend in einem Omnibus nach Würzburg gebracht und schließlich drei Tage später mit dem Sonderzug „Da 49“ ab Würzburg-Aumühle abtransportiert, darunter 13 aus Oberlauringen und 169 aus Stadt und Landkreis Schweinfurt. In Bamberg wurden weitere Juden in den Zug gepfercht. Insgesamt tausend Menschen wurden, nach einer Zwischenstation in Bamberg, nach Krasnystaw deportiert. Die wenigen Arbeitsfähigen wurden in Schwerstarbeit geschunden und die letztlich völlig entkräfteten Menschen wurden am 6. Juni 1942 in den Gaskammern von Sobibor ermordet. Der genaue Todestag und -ort der Eheleute ist nicht dokumentiert. Auch beide Brüder wurden im Zuge der Shoah ermordet, Siegmund und seine Frau Jenny in Auschwitz, Berthold in Majdanek oder Sobibor. |

## Verlegedatum
- 29. Juni 2011